# NGC 164
NGC 164 је спирална галаксија у сазвежђу Рибе која се налази на NGC листи објеката дубоког неба.
Деклинација објекта је + 2° 45' 0" а ректасцензија 0h 36m 32,9s. Привидна величина (магнитуда) објекта NGC 164 износи 15,8 а фотографска магнитуда 16,6. NGC 164 је још познат и под ознакама MCG 0-2-89, PGC 2181.